# Serre du faucon argenté
Serre du faucon argenté est le premier tome de la trilogie Le Conclave des ombres, série de fantasy écrite par Raymond Elias Feist.
Le livre est sorti le 13 juin 2008 aux éditions Bragelonne.

## Résumé
Kieli, seul survivant du génocide de son peuple, contracte une dette envers le magicien Robert d'Lyes qui lui a sauvé la vie avec Pasko (son serviteur). Celui-ci est un membre du conclave des ombres, organisme secret fondé par Pug pour contrecarrer les plans du Sans Nom et de ses agents, et pour protéger le Bien. Kieli, qui a changé de nom pour prendre son nom d'homme et s'appelle désormais Serre du faucon argenté (ou Serre), vit à l'auberge de Kendrick où il apprend le métier de serveur, cuisinier, à réfléchir, etc. Il y développe aussi ses dons pour la chasse avec Caleb (le fils de Pug, qui a grandi chez les elfes), et le combat à l'épée. 
Plus tard, Magnus (fils ainé de Pug et Miranda et magicien hors pair) l'emmène sur l'île du sorcier, où il apprend à lire, à écrire, à parler d'autres langues,  à peindre et à monter à cheval. Il rejoint ensuite l'académie de Pug, où il vit quelque temps avec de jeunes magiciens. Il y fait aussi la rencontre d'une jeune femme, Alysandra, qui lui brisera le cœur, cela faisant partie de son entrainement. À la suite de cette étape de son éducation, il intègre l'organisme secret du conclave des ombres.
Avec Caleb, il quitte l'île du sorcier pour découvrir Le Royaume des Isles, ils rejoignent ensuite la ville de Salador, où Serre apprend le métier et la vie de courtisan. 
Après deux ans à Salador, Serre part pour Le Royaume de Roldem, où il devra participer à un tournoi, dont le vainqueur est censé être le meilleur bretteur du monde. Sous la fausse identité de Serwin Fauconnier, fils d'un petit noble d'Ylith, il remporte le tournoi et rencontre son ennemi juré, le duc d’Olasko, qui avait commandité le massacre de son peuple afin de pouvoir conquérir les terres alentour.
Ensuite, Serre se met à la recherche du meurtrier de son peuple pour se venger. Il recrute une compagnie de mercenaires, avec laquelle il se rend sur les terres d'un peuple proche du sien les Orodons, destination de son ennemi. Là, il repousse l'invasion et se lance à la poursuite du chef des mercenaires et le tue.
Ser retourne ensuite sur l'île du sorcier, où Nakor lui dit que pour assouvir sa vengeance, il doit entrer au service du duc d'Olosko, son ennemi juré.

## Personnages
Les personnages principaux sont :
- Serre (appelé aussi Kieli dans sa jeunesse, puis prenant son nom d'homme Serre du faucon argenté, appelé aussi Serre, il prendra également le nom de Serwin Fauconnier ou Ser).
- Robert d'Lyes
- Magnus
- Caleb
- Pug
- Miranda
- Nakor
- Pasko
- Alysandra
- Kendrick

## Sources
- Le site officiel de Raymond E. Feist
- Le site des éditions Bragelonne
- Forum Les chroniques de Krondor (inscription requise)